# Deník Anny Frankové (opera)
Deník Anny Frankové (Дневник Анны Франк, Dnevnik Anny Frank) je monodrama o 21 scénách pro soprán a komorní orchestr zkomponované v roce 1969. Hudbu i libreto napsal Grigorij Samujlovič Frid podle stejnojmenné knihy. Opera byla napsaná již v roce 1968, ale kvůli sovětskému antisemitismu byla její premiéra stále odkládána. Nakonec byla poprvé uvedena 17. nebo 18. května 1972 v moskevském Domě skladatelů jen s doprovodem klavíru – účinkovaly: Naděžda Jurenjeva (Anne – soprán), Marija Karandašova (klavír). S orchestrem byla provedena koncertně až roku 1977 v Kislovodsku. Scénicky byla provedena roku 1978 v americké Syracuse, roku 1985 ve Voroněžském divadle opery a baletu, roku 2017 v Mariinském divadle v Petrohradě.

## Stručný obsah
Opera je založena na vybraných pasážích deníku třináctileté Anne Frankové, která se schovávala se svou rodinou v domě v Amsterodamu od července 1942 do svého zatčení v srpnu 1944. V deníku Anne popisuje dennodenní setkávání s dalšími ukrytými lidmi, své různé nálady a emoce a vypráví o svém potěšení. Třeba o dárku k narozeninám nebo o pohledu na modrou oblohu z jejího okna nebo o probuzení jejích citů k mladíku Petrovi. Zmiňuje se ale také o svém strachu a osamělosti.

## Popis díla
Frid napsal tu svoji operu na své vlastní libreto, aby ve 21 krátkých kontrastních scénách poskytl bohatý a rozmanitý portrét Anny a lidí kolem ní. Střídají se zde běžné události s chvílemi depresí i marných nadějí. Naléhavost díla vyvrcholí v předposlední Passacaglii. Celá opera trvá jednu hodinu.

## Struktura díla
1. Předehra
2. Narozeniny
3. Škola
4. Rozhovor s otcem
5. Předvolání na gestapo
6. Úkryt /Zvon Západního kostela
7. U okna
8. Bylo mi řečeno
9. Zoufalství
10. Vzpomínka
11. Sen
12. Mezihra
13. Duet manželů Van Daanových
14. Krádeži
15. Recitativ
16. Myslím na Petra
17. Na ruské frontě
18. Razie
19. Osamělost
20. Passacaglia
21. Finále

## Vznik díla
Sám skladatel vzpomíná na vznik díla takto: „Když mi kniha v roce 1960 padla do ruky, přečetl jsem ji s velkým zájmem, ale z nějakého důvodu mne tehdy nenapadlo využít ten námět k hudebnímu zpracování. Až v roce 1969, když jsem ´Deník´ znovu četl, jsem pochopil, že je to hotový námět ke zhudebnění! Byl jsem nadšen. Sám jsem sedl a začal psát libreto; ještě ani nebylo hotové, když jsem začal psát hudbu. V textu ´Deníku´ jsem nic neměnil, ale 230 stran knihy bylo nutno zhustit do 10–12 a přitom dramaturgicky rozvrstvit text a jednotlivé epizody tak, aby provedení získalo ostrý konfliktní charakter. Velmi si na ´Deníku´ Anny Frankové cením toho, že jde o autentický příběh, autentickou lidskou tragédii. Na samém začátku práce na opeře jsem měl konkrétní myšlenku: upadá do úkrytu ještě jako dítě, 13letá dívka, prožívá obrovský strach a zoufalství, ještě předtím, než prožije hrůzy okupace. Ale jak se události kolem stávají hrozivějšími, roste její odvaha, zvětšuje se její vnitřní odolnost, roste víra v dobro v životě, víra, že rozum a lidskost zvítězí nad zlem. Všechny události kolem Anny znamenají přechod ze světla do temnoty, ale její vnitřní, duševní svět naopak směřuje ke světlu, k osvícení.“

## Přijetí opery
V roce 2012 bylo na portálu operabase.com uvedeno, že jde o nejčastěji uváděné operní dílo žijícího skladatele za posledních pět let.

## Historie uvádění opery v České republice
Libreto Grigorije Frida přeložil do češtiny Petr Štědroň jako Deník Anny Frankové. Operu jsme na našem území mohli zatím vidět ve třech inscenacích. Poprvé byla uvedena v roce 2010 brněnským Národním divadlem v divadle Reduta s Terezou Merklovou Kyzlinkovou v titulní a de facto i jediné roli (premiéra 27. ledna 2010). Další inscenace tohoto díla byla shodou okolností opět realizována v Brně a to v roce 2015 souborem Opera Povera ve spolupráci s Opera Bergen (Norsko) s minimálním hudebním doprovodem tria Jitka Houfová (klavír), Anežka Moravčíková (kontrabas) a Hana Pavelková (bicí nástroje). Premiéra této inscenace se konala 5. a 6. prosince 2015 v autentickém prostředí Kounicových studentských kolejí. Pod názvem Anne, beze strachu hledět na nebe pak tuto operu (v německém znění Das Tagebuch der Anne Frank) uvedlo v lednu 2017 Opera studio Praha ve spojení s Kuchyňskou revuí Bohuslava Martinů.  Premiéra se uskutečnila v Divadle Disk Praha 27. ledna. Po další repríze 29. ledna 2017 bylo plánováno putovat s tímto projektem po našich školách ve spojení s odborným seminářem. Na podzim 2017 se představení odehrálo v rámci festivalu Opera 2017.